# Good Kid
A Good Kid öttagú indie rock zenekar, amely Torontóból, Ontarióból származik. A csapat tagjai: Nick Frost (ének), Jon Kereliuk (dob), Michael Kozakov (basszusgitár), valamint David Wood és Jacob Tsafatinos (gitár). A zenekar kabalája, Nomu Kid, gyakran feltűnik marketinganyagaikban és a közösségi médiában.
Első, saját nevüket viselő EP-jüket 2018-ban adták ki, melyet két évvel később a Good Kid 2 követett. A zenekar 2020 végén nagyobb ismertségre tett szert, miután zenéjük elterjedt a Fortnite streamjeiben.
Harmadik kislemezük, a Good Kid 3, 2023. április 14-én jelent meg, rajta két legsikeresebb dalukkal: Mimi's Delivery Service és No Time to Explain, amelyek a Spotify-on a legtöbb streamet érték el. A zenekar tudatosan úgy döntött, hogy nem küld ki DMCA-figyelmeztetéseket, így zenéjük szabadon felhasználható maradt különböző streamekben.
Legújabb, Good Kid 4 című EP-jük 2024. március 27-én jelent meg. Ezen szerepel legnépszerűbb számuk is, Laufey – From the Start című dalának feldolgozása, amely több mint 100 millió hallgatást ért el a Spotify-on.

## Történelem
A Good Kid első dala, a Nomu, 2015. október 13-án jelent meg. Bemutatta a zenekar kabalafiguráját, Nomu Kidet, akit a dalról neveztek el. A következő években a zenekar további kislemezeket adott ki: az Atlast 2016. május 13-án, a Witchest 2017. június 6-án és a Tell Me You Know-ot 2018. június 4-én. Első EP-jük, Good Kid címmel, 2018. június 15-én jelent meg.
2020 közepén a zenekar elkezdte kiadni azokat a kislemezeket, amelyek később a második EP-jükön, a Good Kid 2-n is szerepeltek. Július 20-án adták ki az Everything Everythinget, augusztus 28-án a Driftinget, október 2-án pedig a „Down With the Kinget. A Good Kid 2 2020. november 6-án jelent meg. A főcímdal, a Down With the King a Donkey Kong Countryn alapult; a dalszöveg leírja, ahogy az énekes elakad a játékban, és segítséget kér a barátjától.
A Good Kid 2 megjelenését követően a Good Kid egy alternatív valóság játékot indított a közösségi médiában, hogy népszerűsítse a Ghost King's Revenge nevű, kapcsolódó böngészős játékot. A történet szerint a kabalafigurájuk, Nomu Kid, eltűnt, és a játék antagonistája elfogta. A Ghost King's Revenge filmzenéje tartalmazott egy eredeti zenét és a Good Kid és a Good Kid 2 összes Good Kid dalának chiptune-feldolgozását is.
2020 végén a Good Kid népszerűségének ugrásszerű növekedését tapasztalta a Fortnite közösségében. A Twitchhez és a YouTube-hoz hasonló oldalakon a Fortnite-streamerek gyakran játszottak Good Kid-zenét a streamjeikben, bemutatva azt a nézőiknek. Ez kiterjedt olyan nagy hírű játékosokra is, mint a FaZe Clan és a Bugha. A zenekar tagjai elkezdtek részt venni ezekben a streamekben, retweetelve a zenéjüket tartalmazó Fortnite montázsokat. A Fortnite játékosai azért kampányoltak, hogy a Good Kid zenék bekerüljenek a játékon belüli rádióba. Válaszul az Epic Games megkérte a Good Kidet, hogy küldjön be két dalukat felvételre; a zenekar a Witchesre esett a választás, amelyet júniusban adtak hozzá, ami a zenekar pozitív fogadtatását váltotta ki. További két daluk került fel a Fortnite-ba.
A DMCA- val kapcsolatos vitákra, valamint a zenéiket streamekbe felvevők számára válaszul a Good Kid közölte, hogy nem fog eltávolítási keresetet kiadni a streamerekkel szemben. Tsafatinos szerint ez a reakció a zenekar azon megfigyeléséből fakadt, hogy a legtöbb streamer fiatal, akik „csak a kedvenc zenéjüket akarják streamelni”, és valószínűleg nem tudnak a DMCA rendszerről.
2023-ban jelentették be az éves koncertturnéjukat, a The Return of The Kidet. A túra minden korosztály számára szólt, és május 6-tól június 2-ig tartott. A helyszínek többnyire az Amerikai Egyesült Államokban voltak, egy torontói előadást leszámítva.
Június 20-án, Portugáliában. A The Man bejelentette, hogy a Good Kid különleges vendégként lép fel november 6. és 18. között tartandó kanadai turnéjukon.
2024-ben a Good Kidet jelölték az Év Áttörő Csoportja díjra a 2024-es Juno Awardson.
2025-ben a Good Kid megtartotta Chaos Kid turnéját, amelyen a népszerű Phoneboy zenekarral működtek együtt, február 13. és március 8. között az Egyesült Államokban turnéztak.

## Hatások
A Good Kid kezdeti munkásságát a 2000-es évek indie rock és J-rock zenekarai ihlették, mint például a The Strokes, a Two Door Cinema Club, a Bloc Party és a Kana-Boon. 2019-ben jelenlegi inspirációikként a PUP-ot, a Peach Pitet és a Last Dinosaurst említették.

## Tagok
- Nick Frost, ének
- Jonathon Kereliuk, dobok
- Mihail Kozakov, basszusgitár
- David Wood, gitár
- Jacob Tsafatinos, gitár[7]

## Diszkográfia
- Good Kid (2018)
- Good Kid 2 (2020)
- Ghost King's Revenge (OST) (2020 chiptune / remix album )
- Good Kid 3 (2023)
- Good Kid 4 (2024)[8]
- Acoustic Kid (2024) [Eredetileg a Good Kid 4 (bakelit) B-oldalaként jelent meg, most önálló EP-ként jelenik meg][9]

### Egyedülállók
- - Nomu (2015)
  - Atlas (2016)
  - Witches (2017)[10]
  - Tell Me You Know (2018)
  - Slingshot (2019)[10]
  - Nomu x Animal Crossing (2020)
  - Everything Everything (2020)
  - Drifting (2020)
  - Down With the King (2020)
  - Orbit (2021)[11]
  - No Time to Explain[12][13] (2022)
  - First Rate Town (2023)
  - Mimi's Delivery Service (2023)
  - Ground (2023)[14]
  - From the Start [Laufey Cover] (2023)
  - Bubbly (2024)
  - Break (2024)[15]
  - Summer (2024)
  - Second Rate Town - Acoustic (2024)

### Dalok
- - Nomu (2015)
  - Atlas (2016)
  - Witches (2017)[16]
  - Tell Me You Know (2018)
  - Slingshot (2019)[16]
  - Nomu x Animal Crossing (2020)
  - Faster (2020)
  - Alchemist (2020)
  - Everything Everything (2020)
  - Drifting (2020)
  - Down With the King (2020)
  - Aloe Lite (2020)
  - Pox (2020)
  - Orbit (2021)[17]
  - No Time to Explain[18][19] (2022)
  - First Rate Town (2023)
  - Mimi's Delivery Service (2023)
  - Madeleine (2023) (az együttes megalakulása előtt keletkezett)
  - Osmosis (2023)
  - Ground (2023)[20]
  - From the Start [Laufey Cover] (2023)
  - Bubbly (2024)
  - Break (2024)[21]
  - Summer (2024)
  - Dance Class (2024)
  - Premier Inn (2024)
  - DWTK - Acoustic (2024)
  - Some Time to Explain - Acoustic (2024)
  - Madeleine (ft. Loupe) - Acoustic (2024)
  - Second Rate Town - Acoustic (2024)
  - Epilogue - Slingshot (2024)

## Fordítás
Ez a szócikk részben vagy egészben  a   Good Kid című angol Wikipédia-szócikk ezen változatának fordításán alapul.  Az eredeti cikk szerkesztőit annak laptörténete sorolja fel. Ez a jelzés csupán a megfogalmazás eredetét és a szerzői jogokat jelzi, nem szolgál a cikkben szereplő információk forrásmegjelöléseként.